# Bernard Reder

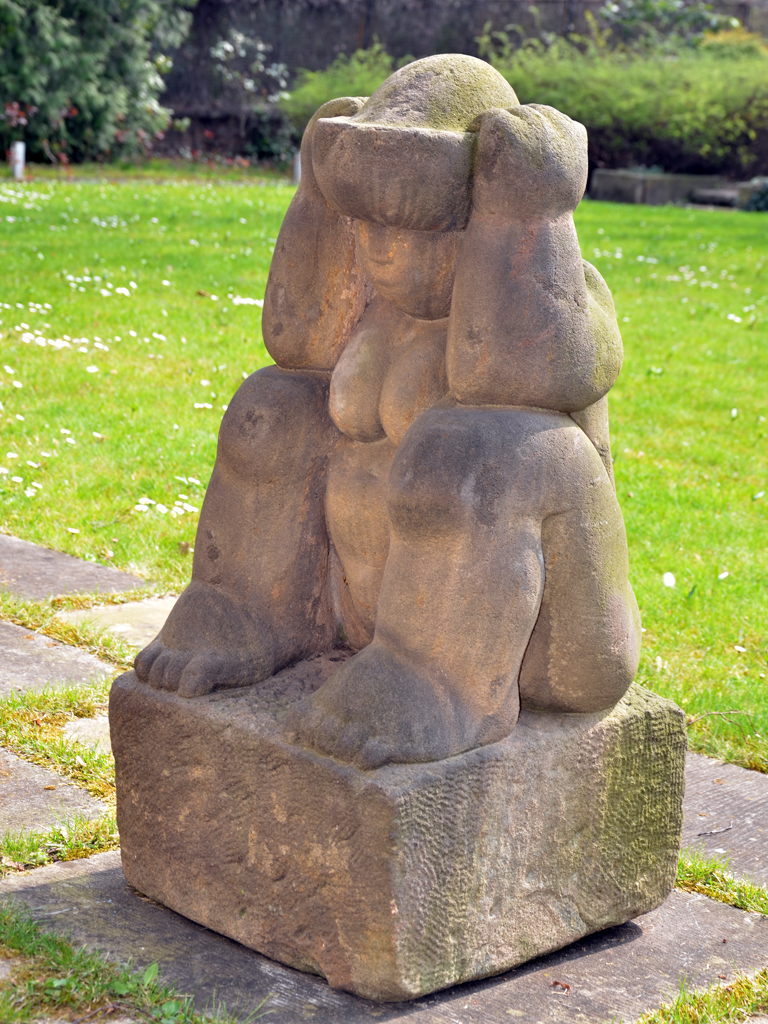
Figura femenina, escultura de piedra arenisca de Bernard Reder, creada en Praga alrededor de 1930

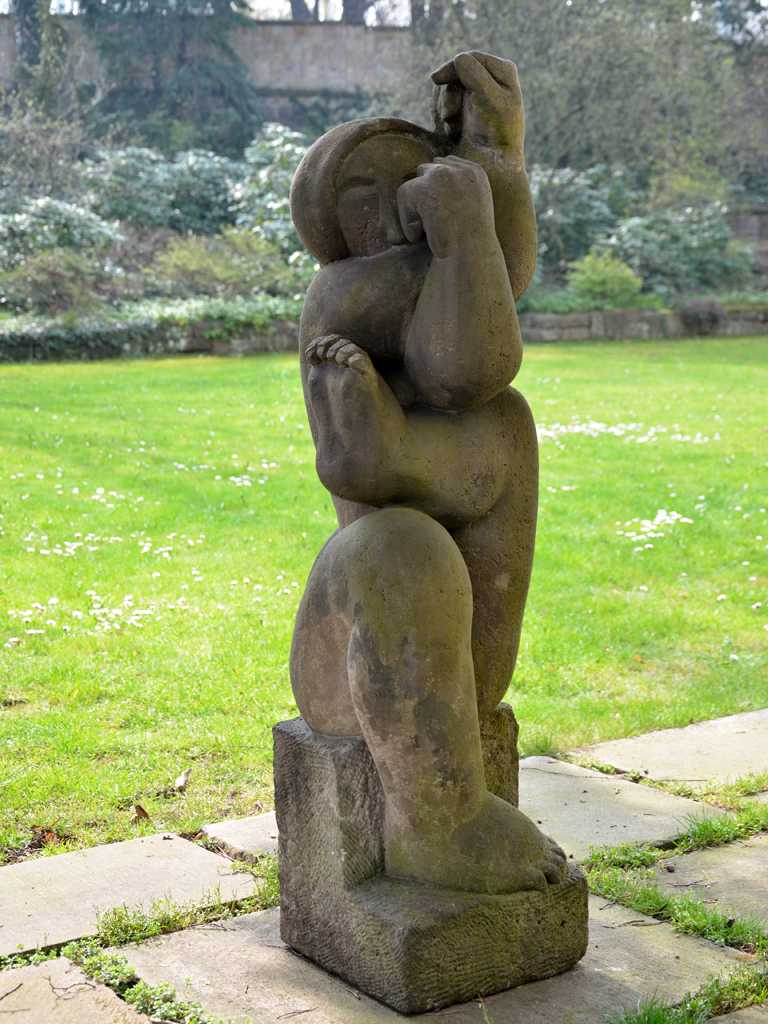
Figura femenina, escultura de piedra arenisca de Bernard Reder, creada en Praga alrededor de 1930

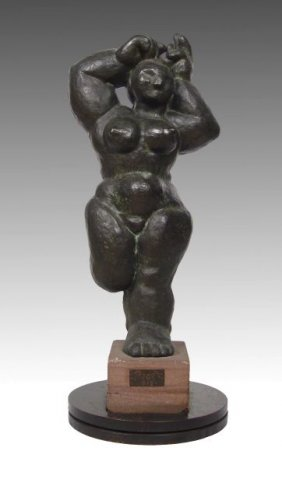
Mujer, de Bernard Reder

Bernard Reder (29 de junio de 1897-7 de septiembre de 1963) fue un artista, escultor, grabador y arquitecto, nacido en Czernowitz, Bukovina, (Chernivtsi, Bokovina) parte de Austria antes de la Segunda Guerra Mundial y centro de la cultura judía y jasídica. Sus temas procedían del folclore judío, de la mitología griega, de la Biblia y también de François Rabelais.

## Biografía
Se cita a Reder diciendo: "Ya nacimos borrachos de fantasía", refiriéndose a sus primeros años en Bucovina. Hijo de un posadero judío, a los 17 años fue reclutado por el ejército austríaco y pasó la Primera Guerra Mundial en las trincheras. Luego pasó a estudiar en la Academia de Bellas Artes de Praga. Mientras trabajaba en sus esculturas en su tiempo libre, se ganaba la vida tallando monumentos de cementerio. Se mudó a Praga en 1930 debido a las manifestaciones antisemitas . En 1935 Reder tuvo su primera exposición individual en la galería de Manes, una asociación de artistas en Praga. Esta exposición causó sensación y fue ampliamente publicada por periódicos de Praga, París, Viena y Basilea. La mayoría de las esculturas fueron vendidas.
Dos años más tarde, en 1937, se traslada a París y se hace muy amigo del escultor y pintor Aristide Maillol. En 1940 expuso en la Galería Wildenstein de París. Más tarde ese año, Reder se vio obligado a huir de París para escapar de los nazis, y Maillol aseguró un pasaje para que él y su esposa viajaran a España, donde fue encarcelado por entrada ilegal. Tras su liberación, viajaron a La Habana, Cuba, donde Reder influyó en muchos artistas.
Todas las obras de su estudio de París fueron posteriormente destruidas por los alemanes. Reder llegó a la ciudad de Nueva York en 1943, pero en 1945 quedó parcialmente paralizado por una enfermedad grave y se concentró más en grabados en madera y dibujos. Se convirtió en ciudadano estadounidense en 1948.
Rader expuso en la 3rd Sculpture International celebrada en Filadelfia en 1949 y es uno de los escultores en la fotografía de 70 Sculptors tomada allí.
Se mostró regularmente en el Museo Whitney y se mostró en el Museo de Arte de Filadelfia en 1949. En 1954, Reder fue a Italia para esculpir en Roma y Florencia. En 1956, se le dio una exposición individual en la Galleria d'Arte Moderno L'Indiano, Florencia, que recibió mucha atención y elogios del historiador de arte John Rewald. En 1961, se le ofreció una exposición retrospectiva individual en el Museo Whitney y, por primera vez en su historia, el museo dedicó tres de sus pisos a un solo artista.
Bernard Reder murió en 1963 en Nueva York. Sus últimos cuatro años fueron muy productivos, produciendo más de treinta y cinco esculturas de bronce. Creó muchos de estos directamente en cera utilizando una técnica de fundición a la cera perdida que había aprendido en Italia.

## Galerías
Las obras de Reder se encuentran actualmente en muchas colecciones, incluidas las siguientes: 
- Museo Whitney de Arte Americano
- Museo de Arte Moderno
- Galería Nacional de Arte
- Museo de Brooklyn
- Biblioteca Pública de Nueva York
- Instituto de Arte de Chicago
- Museo de Arte Moderno de São Paulo, Brasil
- Universidad de Hofstra, Long Island, Nueva York